# Syndicat national de l'enseignement technique action autonome
Le Syndicat national de l'enseignement technique action autonome dit communément SNETAA est un syndicat français dont le champ d'activité est l'enseignement professionnel, principalement les lycées professionnels.
Ancienne composante de la FEN, puis de la FSU, le SNETAA a fondé la fédération Efficacité indépendance laïcité. Après un rapprochement entamé en 2009, le SNETAA adhère à la confédération Force ouvrière.
Il défend l'attachement complet de l'enseignement professionnel à l'Éducation Nationale et son intégration des structures privées, la laïcité et est opposé à une déscolarisation précoce des élèves. Son secrétaire général est Pascal Vivier depuis 2018.

## Historique
Le SNETAA a été fondé en 1948 par Robert Legrand, sous l'appellation GISAL (Groupement d'Indépendance Syndicale de l'Académie de Lille). En 1949, il devient le SNAA et est admis le 16 décembre 1948 à la FEN qui a choisi l'autonomie après l'éclatement de l'unité syndicale de 1947. Il prend le nom de SNETAA en 1955 et devient majoritaire dans le secteur en 1969. En 1989 il fonde la tendance « Autrement » au sein de la FEN à la suite d'un désaccord avec l'orientation majoritaire "Unité Indépendance et Démocratie"[réf. nécessaire].
En 1992, il refuse la création d'un syndicat unique d'enseignants (SE-FEN puis SE-UNSA) voulue par la direction fédérale et quitte la FEN. En 1993 le SNETAA participe à la création de la FSU avec d'autres syndicats exclus par la FEN comme le SNES. Peu à l'aise avec l'orientation générale de la FSU, il cesse de payer sa cotisation et en est exclu en 2002. Il crée alors avec la tendance Autrement la fédération EIL[réf. nécessaire].
Le SNETAA connaît alors une existence mouvementée. Après la scission de la fédération EIL du syndicat des professeurs certifiés et agrégés, c'est, en 2007, l'exclusion « à vie » de l'ancien secrétaire général du syndicat, Bernard Pabot, pourtant maître d'œuvre de la rupture avec la FSU, qui est décidée par le bureau national. Devant cette confusion, dans plusieurs académies, des équipes du SNETAA font le choix de rejoindre d'autres organisations syndicales (SE-UNSA à Paris, FAEN à Nantes). L'action du SNETAA est aussi l'objet de critiques émanant de l'association ADIMMAS (association de défense des intérêts matériels et moraux des adhérents du SNETAA), association dissoute le 23 janvier 2016.

### Organisation
Les statuts et le règlement intérieur du SNETAA, modifiés en 2004, prévoient que les responsables sont désignés par des Courants de Réflexion et d'Activité Syndicale (CRAS) sur la base d'un vote des syndiqués. Ainsi, un responsable n'est pas titulaire directement de son mandat, mais le tient du CRAS auquel il appartient, qui peut d'ailleurs le lui retirer. Lors du vote d'orientation, en 2007, 12 % des syndiqués ont voté pour l'unique CRAS qui présentait une liste, Autrement, qui a ainsi obtenu la totalité des sièges. Au moment du renouvellement des instances du SNETAA, deux listes se forment : Autrement pour le SNETAA (67,7%) et Action et Démocratie (32,3%). Après leur défaite, les membres du Courant de réflexion et d'action syndicale (CRAS) Action et Démocratie sont exclus du syndicat, après avoir contesté les résultats, et créent leur propre syndicat qui conservera le nom Action et Démocratie.

## Représentativité
Aux élections professionnelles de 2005, le SNETAA-EIL disposait de plus de 30 % des voix et arrivait en tête pour les élections à la CAPN des professeurs de lycée professionnel. En 2008, cette formation obtenait encore 30,1 %. En 2011, le SNETAA rallié à la confédération Force ouvrière voit son audience s'éroder mais reste le premier syndicat chez les professeurs de lycée professionnel avec 28 % des voix (contre 30,1 % pour l'ex-SNETAA-EIL et 5,6 % pour le Syndicat national Force ouvrière des lycées et collèges en 2008). 
Lors des élections professionnelles de 2014, le SNETAA-FO obtient 8867 voix soit une progression de 1059 suffrages par rapport à 2011 et confirme qu'il est le syndicat le plus représentatif des professeurs de lycée professionnel.
Lors des élections professionnelles de 2018, le SNETAA-FO confirme son positionnement en tant que principal syndicat des personnels des lycées professionnels en augmentant encore le nombre de ses soutiens, avec 9126 voix.

### Anciens secrétaires généraux
- GISAL : Robert Legrand
- 1949, SNAA : Robert Legrand
- 1949/1952: Armand Faurel
- 1952/1955: Germaine Borcelle
- 1955/1958, SNETAA : Pierre Mauroy
- 1958/1982 : Jacques Fournier
- 1982/1992 : Michel Charpentier
- 1992/2004 : Bernard Pabot
- 2004/2018 : Christian Lage
- 2018 : Pascal Vivier

### Derniers congrès et conseils nationaux
- Conseil National Trégastel, avril 2023 /// AP Magazine spécial Conseil National
- Congrès de Ronce-les-Bains, mai 2022 /// AP Magazine spécial Congrès
- Conseil National Cap d'Agde, juin 2021 /// AP Magazine spécial Conseil National
- [Covid-19] 2020
- Conseil National Vichy, mai 2019 ///  AP Magazine spécial Conseil National
- Congrès de Ronce-les-Bains, mai 2018 /// AP Magazine spécial Congrès
- Conseil National Fréjus, mai-juin 2017 ///  L'AP spécial Conseil National
- Conseil National Vichy, mai 2016 /// L'AP spécial Conseil National
- Conseil National Annecy, mai 2015 /// L'AP spécial Conseil National
- Congrès de Guidel, mai 2014 /// L'AP spécial Congrès National
- Conseil National Hendaye, mai 2013 /// L'AP spécial Conseil National
- Conseil National Colmar, avril 2012 /// L'AP spécial Conseil National
- Conseil National Fréjus, avril 2011 /// L'AP spécial Conseil National
- Congrès de Bussang, mai 2010 /// L'AP spécial Congrès National
- Conseil National Ronce-les-Bains, mai 2009 /// L'AP spécial Conseil National
- Conseil National Eymoutiers, mai 2008 /// L'AP spécial Conseil National
- Congrès de La Léchère, mai 2007 /// L'AP spécial Congrès National
- Conseil National Bourboule, mai 2006 /// L'AP spécial Conseil National
- Conseil National Trégastel, mai 2005 /// L'AP spécial Conseil National
- Congrès de Tarascon, mai 2004 /// L'AP spécial Congrès National
- Conseil National Lamoura, avril 2003 /// L'AP spécial Conseil National
- Conseil National Châtellerault, 2002
- Congrès d'Anglet, mars 2001
- Conseil National Ambleteuse, 2000